# Ван Гутем, Бриан
Бриан ван Гутем (нидерл. Brian van Goethem; род. 16 апреля 1991, община Тернёзен, провинция Зеландия, Нидерланды) — нидерландский профессиональный  шоссейный велогонщик, выступающий за команду мирового тура «Lotto Soudal».

## Достижения
2009
2-й Guido Reybrouck Classic (юниоры)
2012
2-й Omloop van de Westhoek
3-й Omloop Houtse Linies
2013
1-й PWZ Zuidenveldtour
3-й Де Кюстпейл
2014
1-й — Этап 4 (КГ) Тур Чехии
1-й Гран-при Марселя Кинта
3-й Ster van Zwolle
4-й Тур Жиронды — Генеральная классификация
8-й Тур Дренте
2015
1-й Гран-при Брика Схотте
3-й Гран-при Марселя Кинта
2016
1-й Гран-при Брика Схотте
6-й Схал Селс
2017
3-й Омлоп ван хет Хаутланд
9-й Arnhem–Veenendaal Classic